# آيندجان
آیندجان (بالفارسية: آیندگان) هي صحيفة إيرانية يومية ذات شعبية واسعة وتأثير كبير. كانت في عهد محمد رضا بهلوي. أسسها داريوش همايون. بعد ثورة 1979 في 8 أغسطس عام 1979، حظر النائب لعام الثوري الصحيفة.